# Main Tower
Main Tower – wieżowiec we Frankfurcie nad Menem, zlokalizowany w biznesowym centrum miasta. Ma 200 metrów wysokości, a uwzględniając nadajnik transmisyjny – 240 metrów.
Posiada 56 pięter nad ziemią i 5 pięter podziemnych.
Jego budowa trwała od 1996 do 1999 roku. Do głównych najemców budynku należy Landesbank Hessen-Thüringen.